# Dominic Hänni
Dominic Hänni (* 1992) ist ein Schweizer Jungschauspieler aus Münsingen im Kanton Bern. Zurzeit lebt er in Bern.
Seine erste wichtige Rolle spielte er im Film Mein Name ist Eugen (2005), welcher als Vorlage das als Schweizer Klassiker geltende gleichnamige Jugendbuch von Klaus Schädelin verwendete. Die Verfilmung wurde in zwei Kategorien mit dem Schweizer Filmpreis  ausgezeichnet. In diesem Film spielte er den eher verwöhnten Jungen Bäschteli, der mit seinen Kollegen Eugen, Wrigley und Eduard ein unterhaltendes Abenteuer erlebt.
Er lebt derzeit in Bern und hat nach dem Abschluss der Matura eine Lehre zum Orthopädisten begonnen und diese im Juni 2015 erfolgreich abgeschlossen.